# Vittaria pachystemma
Vittaria pachystemma är en kantbräkenväxtart som beskrevs av Christ. Vittaria pachystemma ingår i släktet Vittaria och familjen Pteridaceae. Inga underarter finns listade.